# Ilm-Kreis

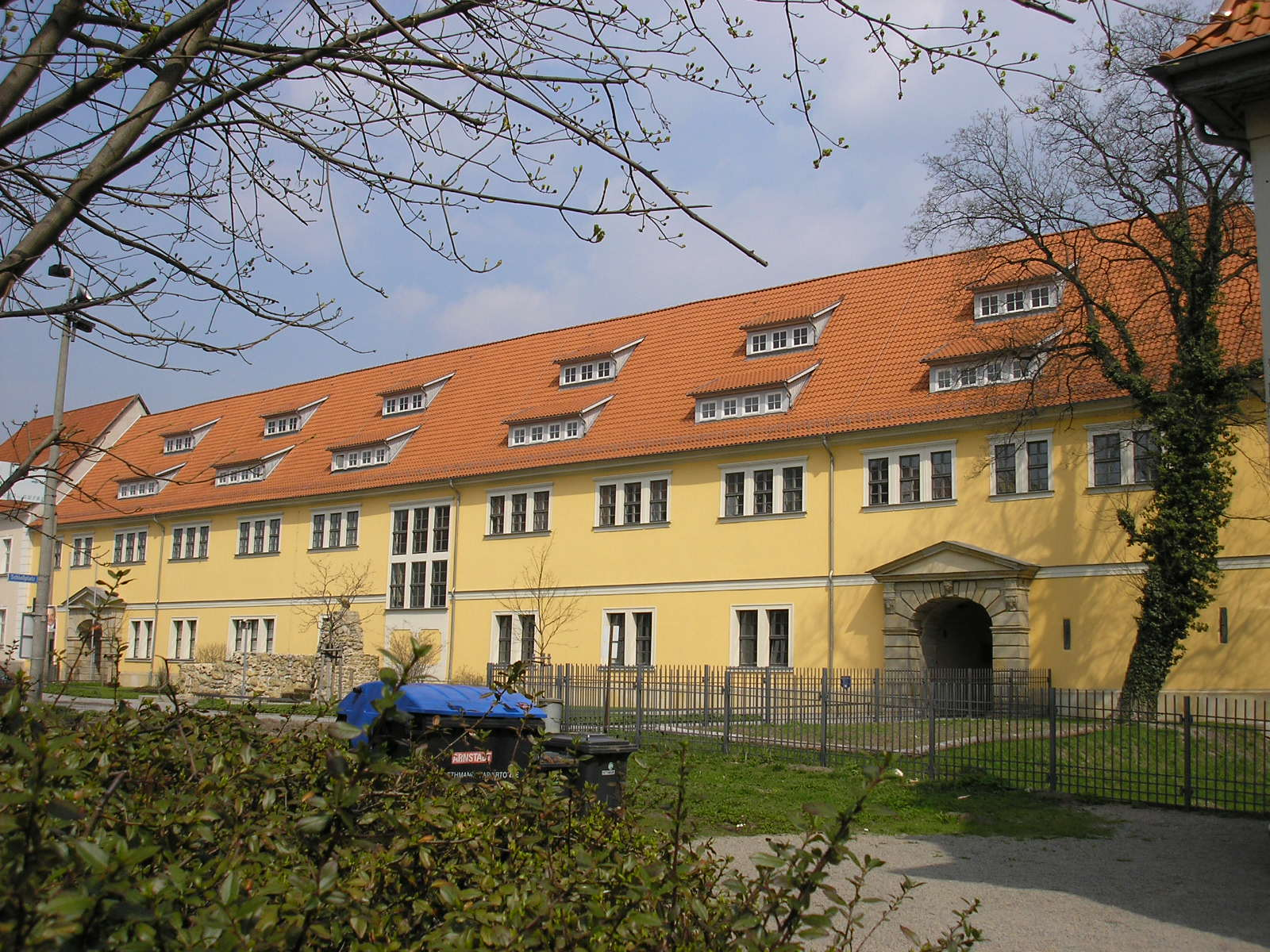
Landratsamt

Ilm-Kreis is een Landkreis in de Duitse deelstaat Thüringen en strekt zich uit van de Bundesautobahn 4 bij Erfurt in het noorden tot aan de Rennsteig in het Thüringer Woud. Arnstadt is de Kreisstadt van de Ilm-Kreis. De Landkreis telt 105.606 inwoners (31 december 2020) op een oppervlakte van 843,30 km². In de steden  Arnstadt en Ilmenau leeft ongeveer 50% van de bevolking van de Ilm-Kreis. De Ilm-Kreis ontstond in 1994 door de fusie van de Landkreisen Arnstadt in het noorden en Ilmenau in het zuiden in ongeveer hetzelfde gebied als de reeds tussen 1922 en 1952 bestaande Landkreis Arnstadt. De Landkreis is naar de rivier de Ilm genoemd, die van het zuidwesten naar het noordoosten door het gebied stroomt.

## Steden en gemeenten
NB: Deze tabel is ten dele niet meer actueel. In 2018 en 2019 hebben ingrijpende gemeentelijke herindelingen plaatsgevonden.
| Steden 1. Arnstadt 2. Gehren (Landgemeinde) 3. Großbreitenbach 4. Ilmenau 5. Langewiesen 6. Plaue 7. Stadtilm | Gemeenten 1. Amt Wachsenburg 2. Ilmtal (zetel: Griesheim) 3. Wipfratal (zetel: Branchewinda), vervullende gemeente stad Arnstadt 4. Wolfsberg (zetel: Gräfinau-Angstedt) |

Verwaltungsgemeinschaften 
*Bestuurszetel
| 1. VG Geratal 1. Angelroda 2. Elgersburg 3. Geraberg* 4. Martinroda 5. Neusiß 2. VG Großbreitenbach 1. Altenfeld 2. Böhlen 3. Friedersdorf 4. Gillersdorf 5. Großbreitenbach, stad* 6. Wildenspring | 3. VG Langer Berg 1. Gehren, stad* 2. Herschdorf 3. Neustadt am Rennsteig 4. Pennewitz 4. VG Oberes Geratal 1. Frankenhain 2. Gehlberg 3. Geschwenda 4. Gossel 5. Gräfenroda* 6. Liebenstein 7. Plaue, stad | 5. VG Rennsteig 1. Frauenwald 2. Schmiedefeld am Rennsteig* 3. Stützerbach 6. VG Riechheimer Berg 1. Alkersleben 2. Bösleben-Wüllersleben 3. Dornheim 4. Elleben 5. Elxleben 6. Kirchheim* 7. Osthausen-Wülfershausen 8. Rockhausen 9. Witzleben |

## Demografie
| Peildatum             | 31.12.2009 | 31.12.2010 | 31.12.2011 | 31.12.2012 | 31.12.2013 | 31.12.2014 | 31.12.2015 | 31.12.2016 | 31.12.2017 | 31.12.2018 |            |
| --------------------- | ---------- | ---------- | ---------- | ---------- | ---------- | ---------- | ---------- | ---------- | ---------- | ---------- | ---------- |
| Inwoners              | 112.804    | 112.350    | 110.135    | 109.531    | 108.958    | 108.899    | 109.620    | 109.167    | 108.830    | 108.742    |            |
| Buitenlanders         | 2.907      | 3.125      | 2.339      | 2.506      | 2.822      | 3.438      | 4.822      | 5.316      | 5.765      | 6.355      |            |
| Aandeel buitenlanders | 2,6%       | 2,8%       | 2,1%       | 2,3%       | 2,6%       | 3,2%       | 4,4%       | 4,9%       | 5,3%       | 5,8%       |            |
| Peildatum             | 31.12.1998 | 31.12.1999 | 31.12.2000 | 31.12.2001 | 31.12.2002 | 31.12.2003 | 31.12.2004 | 31.12.2005 | 31.12.2006 | 31.12.2007 | 31.12.2008 |
| Inwoners              | 122.714    | 122.513    | 121.806    | 121.040    | 120.446    | 119.336    | 118.112    | 117.014    | 115.753    | 114.445    | 113.416    |
| Buitenlanders         | 2.334      | 2.663      | 2.786      | 3.044      | 3.339      | 3.357      | 3.282      | 3.190      | 3.010      | 2.885      | 2.779      |
| Aandeel buitenlanders | 1,9%       | 2,2%       | 2,3%       | 2,5%       | 2,8%       | 2,8%       | 2,8%       | 2,7%       | 2,6%       | 2,5%       | 2,5%       |

Alkersleben · Amt Wachsenburg · Angelroda · Arnstadt · Bösleben-Wüllersleben · Dornheim · Elgersburg · Elleben · Elxleben · Geratal · Großbreitenbach · Ilmenau · Martinroda · Osthausen-Wülfershausen · Plaue · Stadtilm · Witzleben